# Хавила
Хавила (ивр. חֲוִילָה‎; окружность; лат. Hevila; Havilah; Evilas; Evilath) — библейская страна; в ветхозаветной книге Бытия, в описании местоположения рая (Быт. 2:11, 12) богатая золотом страна, окружённая рекой Фисон (Пишон) — одной из четырёх рек, вытекающих из Эдемского сада. Также Хавила служила обозначением границы той местности, по которой кочевали измаильтяне (Быт. 25:18) и амаликитяне (1Цар. 15:7).

## Гипотезы о местонахождении
Согласно библейскому тексту река Фисон «обтекает всю землю Хавила, ту, где золото; и золото той земли хорошее; там бдолах и камень оникс» (Быт. 2:11, 12).
Древние и современные экзегеты пытались отождествить землю Хавила с различными странами в Азии, Африке и даже Европе. Выдвигались следующие предположения:
- река Фисон — это Нил, а Хавила — Эфиопия или Абиссиния;
- Фисон — это река Фазис, впадающая в Чёрное море, а Хавила — в Колхиде на востоке от Чёрного моря;
- Фисон — это река Кура, берущая начало в Армении и впадающая в Каспийское море, равно как и река Аракс; и что к югу от Кавказского хребта гор и находилась Хавила; а если это действительно так, то страна Хавила отчасти соответствовала современной Грузии[1]
- Хавила — это Офир, который помещали то в Индию, то в Аравию или землю сомалийцев на восточном берегу Африки[2].

## Местность кочевников
Что касается двух других библейских упоминаний в Быт. 25:18 и 1Цар. 15:7, то, согласно БЭАН, в них под названием Хавила разумелась иная местность, отличавшаяся от упомянутой выше.
1. В первой цитате указано, что потомки Измаила жили от Хавилы до Суры, что перед Египтом, на пути к Ассирии. Означенная страна, вероятно, называлась так по имени Хавила, сына Иоктана, и быть может была страна Хавлотаев на границах Каменистой и Счастливой Аравии. Она лежала на востоке от Сура[англ.] и Египта и по направлению к Ассирии.
2. Из второй цитаты явствует, что названием Хавила обозначался город, находившийся во владениях амаликитян, которых поразил Саул от Хавилы до окрестностей Суры, что перед Египтом[1].